# بتمن در برابر لاک‌پشت‌های نینجا
بتمن در برابر لاک‌پشت‌های نینجا (انگلیسی: Batman vs. Teenage Mutant Ninja Turtles) یک فیلم ابرقهرمانی به کارگردانی جیک کاستورنا و نویسندگی مارلی هالپرن گریزر است که توسط برادران وارنر انیمیشن و دی‌سی اینترتینمنت با همکاری نیکلودئون در سال ۲۰۱۹ منتشر شد. این فیلم اقتباسی از کمیک شش قسمتی کراس اور بین بتمن و لاکپشت‌های نینجا است. داستان بر روی شخصیت‌های بتمن، بت‌گرل و رابین تمرکز دارد که با لاک‌پشت‌های نینجا متحد می‌شوند تا شهر گاتهام را از هرج و مرجی که شردر و راس الغول به وجود آورده‌اند نجات دهند.